# Мартынов, Валерий Васильевич
Валерий Васильевич Мартынов (23 августа 1936, пос. Сорокино, Краснодонский район, Ворошиловградская область, Украинская ССР — 8 июня 1992, Москва) — советский военачальник и хозяйственный деятель в области строительства, генерал-полковник (17.02.1988).

## Биография
Родился в семье служащего. В 1954 году окончил среднюю школу с серебряной медалью. В 1958 году окончил Московский горный институт имени И. В. Сталина (ныне — Горный институт НИТУ «МИСиС»), факультет «Строительство горных предприятий». Работал по специальности.
В 1962 году был призван на военную службу. Служил в системе Главного управления специального строительства (Главспецстроя): производитель работ, главный инженер строительного управления, начальник строительного управления. Отличился на строительстве Ижевского автомобильного завода.
В 1976 году майор В. В. Мартынов как отличный специалист и организатор был назначен на должность главного инженера — заместителя начальника Главспецстроя (это генеральская должность). С мая 1981 года — начальник Главного управления специального строительства, на этом посту работал почти 10 лет. Руководил выполнением программы строительства ряда важнейших объектов ракетно-космической отрасли — новые корпуса и целых производственные комплексы заводов имени Хруничева, «Энергомаш», имени Лавочкина, Центра управления полётами в Звёздном городке, объединения «Энергия» в городе Калининград (ныне Королёв), НПО «Прогресс» в Куйбышеве, НИИМаш в Свердловской области и многие другие.
С марта 1992 года — в распоряжении начальника Главспецстроя.
Член КПСС. Депутат Московского городского Совета народных депутатов.
Умер 8 июня 1992 года. Похоронен на Кунцевском кладбище Москвы.

## Награды
- орден Октябрьской Революции
- орден «Знак Почёта»
- орден Красной Звезды
- медали
- Заслуженный строитель РСФСР
- Лауреат премии Совета Министров СССР